# Schloss Amberg
Schloss Amberg är ett slott i Österrike.   Det ligger i distriktet Feldkirch och förbundslandet Vorarlberg, i den västra delen av landet, 500 km väster om huvudstaden Wien. Schloss Amberg ligger 523 meter över havet.
Terrängen runt Schloss Amberg är kuperad norrut, men söderut är den bergig. Närmaste större samhälle är Feldkirch, 2,1 km sydväst om Schloss Amberg. 
I omgivningarna runt Schloss Amberg växer i huvudsak blandskog. Runt Schloss Amberg är det ganska tätbefolkat, med 54 invånare per kvadratkilometer.